# Bedtime Stories
Bedtime Stories je šesti studijski album američke pjevačice Madonne objavljen 25. listopada 1994. pod Maverick Recordsom. Madonna je surađivala s Dallas Austinom, Babyfaceom, Dave "Jam" Hallom i Nellee Hooperom te je odlučila krenuti u R&B smjeru. Pokušala je ublažiti svoju sliku nakon objavljivanja nekoliko izrazito seksualno eksplicitnih uradaka s početka 90-ih.
Album je inspiriran suvremenim R&B i new jack swingom, stvarajući više mainstream i glazbu blisku slušateljima. Kao i prethodnik Erotica (1992.), Bedtime Stories također obrađuje teme ljubavi, tuge i romantike, ali ublaženo i s puno manjim seksualnim pristupom. Kritičari su album nazvali "autobiografskim". Posljednji singl s albuma "Human Nature" je napisan kao odgovor na burnu reakciju nakon objavljivanja albuma Erotica, dok je pjesmu "Bedtime Story" napisala islandska pjevačica Björk. Bedtime Stories je primio izrazito pozitivne komentare kritičara, koji su hvalili iskrene tekstove i produkciju.
Komercijalno se album pokazao uspješnim. Debitirao je na trećem mjestu Billboard 200 liste, koje mu je ujedno i ostao najveći plasman. Recording Industry Association of America mu je dodijelio trostruku platinastu certifikaciju. U većini država je debitirao u Top 5, a na vrh ljestvice albuma se popeo u Australiji. S albuma su objavljena četiri singla. Najavni singl, "Secret" je postao Madonnin rekordni 34. uzastopni Top 10 singl u Ujedinjenom Kraljevstvu, dok je drugi singl "Take a Bow" proveo sedam tjedna na vrhu američke Billboard Hot 100 liste (najduže od svih Madonninih singlova na vrhu ove ljestvice). Objavljena su još dva singla s albuma, "Bedtime Story" i "Human Nature". Promociju albuma nije pratila turneja.

## Nastanak albuma
Madonna je nastavila suradnju sa Shepom Pettiboneom, koja je krenula u sličnom smjeru kao i prethoni album Erotica. Ali Madonna je htjela promijeniti sliku publike o sebi nešto lakšim zvukovima pa se okrnila R&B-u i zahvalila Pettiboneu na suradnji. Više nikada nije s njim surađivala. Madonna je i dalje nastavila svoj period isticanja seksualnosti ali u "blažim tonovima" i na manje kontroverzan način za razliku od perioda "Justify My Love" i Erotice.
Iako je Madonna pokušavala biti manje kontroverzna, ovo je možda i njen uradak u kojem se najviše sukobljava s onima medijima koji su joj priuštili tretman za vrijeme perioda Erotice i njene knjige "Sex". To se najviše očituje kroz pjesmu "Human Nature" u kojoj pjeva:
"Did I say something wrong? Oops, I didn't know I couldn't talk about sex."  (Jesam li rekla nešto krivo? Ups, nisam znala da se ne smijem pričati o sexu.)
I kako je pokušavala napraviti neku drugu sliku o sebi kroz album, također je izjavila da je to period njenog života kojeg naziva "osvetničko razdoblje" za sve osobe koje su pokušavale ući u njen privatan život, i da kad je sad sve napokon izašlo na vidjelo, da će se te osobe ostaviti njenog privatnog života i posvetiti njenoj glazbi.
Ovo je jedan od rijetkih albuma gdje Madonna surađuje s poznatim i priznatim producentima (to je napravila na albumima Like a Virgin s Nile Rodgersom, Something to Remember s Davidom Fosterom i na Hard Candy s Timbalandom, Pharrellom i Danjaom). Na ovom albumu je surađivala s Dallas Austinom poznat po radu s TLC, s Babyfaceom koji je radio s Whitney Houston i Toni Braxton, Dave Hallom koji je surađivao s Mariah Carey, Nellee Hooperom i Bjork.
Od svih albuma, ovaj je album najslabije promoviran po turnejama. Pjesme "Secret" i "Human Nature" su bili dio Drowned World Tour 2001., remix verzija singla "Bedtime Story" je bio uključen kao interludij na Re-Invention World Tour 2004., a na Sticky & Sweet Tour 2008. je izvela "Human Nature" u rock verziji.

## Komercijalni (ne)uspjeh
Bez obzira na veliki uspjeh najavnog singla "Secret" koji je bez imalo problema ušao u Top 10 Billboardovih Hot 100, album je malo slabije startao. Pojavio se na 3. mjestu Billboard 200 ljestvice najboljih albuma s prodanih 145.000 prodanih primjeraka u prvom tjednu. Ubrzo je album strmoglavo padao s ljestvice dok kao drugi singl nije puštena pjesma "Take a Bow" koja je album vratila opet u vrh.
Album je dobio trostruku platinastu certifikaciju u SAD-u s 3 milijuna prodanih primjeraka. U UK je dosegnio najviše 2. poziciju iza kompilacije najboljih hitova Bon Jovija. Također je bio nominiran za nagradu Grammy za "najbolji pop album".

## Singlovi
| Naziv           | Datum             | Prodano kopija |
| --------------- | ----------------- | -------------- |
| "Secret"        | 28. rujna 1994.   | 1.800.000      |
| "Take a Bow"    | 6. prosinca 1994. | 1.500.000      |
| "Bedtime Story" | 1. veljače 1995.  | 1.000.000      |
| "Human Nature"  | 6. lipnja 1995.   | 800.000        |

## Popis skladbi
| 1.    | »Survival«                 | Madonna, Dallas Austin                                              | Nellee Hooper, Madonna              | 3:31 |
| 2.    | »Secret«                   | Madonna, Dallas Austin, Shep Pettibone                              | Madonna, Dallas Austin              | 5:04 |
| 3.    | »I'd Rather Be Your Lover« | Madonna, Dave Hall, Isley Brothers, Christopher Jasper              | Madonna, Dave Hall                  | 4:39 |
| 4.    | »Don't Stop«               | Madonna, Dallas Austin, Colin Wolfe                                 | Madonna, Dallas Austin              | 4:38 |
| 5.    | »Inside of Me«             | Madonna, Dallas Austin, Nellee Hooper                               | Nellee Hooper, Madonna              | 4:11 |
| 6.    | »Human Nature«             | Madonna, Dave Hall, Shawn McKenzie, Kevin McKenzie, Michael Deering | Madonna, Dave Hall                  | 4:53 |
| 7.    | »Forbidden Love«           | Kenneth "Babyface" Edmonds, Madonna                                 | Nellee Hooper, Madonna              | 4:09 |
| 8.    | »Love Tried to Welcome Me« | Madonna, Dave Hall                                                  | Madonna, Dave Hall                  | 5:21 |
| 9.    | »Sanctuary«                | Madonna, Dallas Austin, Anne Preven, Scott Cutler, Herbie Hancock   | Madonna, Dallas Austin              | 5:03 |
| 10.   | »Bedtime Story«            | Nellee Hooper, Björk, Marius De Vries                               | Nellee Hooper, Madonna              | 4:52 |
| 11.   | »Take a Bow«               | Kenneth "Babyface" Edmonds, Madonna                                 | Kenneth "Babyface" Edmonds, Madonna | 5:21 |
| 51:43 |                            |                                                                     |                                     |      |

## Uspjeh na ljestvicama
| Ljestvica              | Pozicija |
| ---------------------- | -------- |
| Australija             | 1        |
| Austrija               | 7        |
| Kanada                 | 7        |
| Nizozemska             | 13       |
| Francuska              | 2        |
| Njemačka               | 4        |
| Mađarska               | 7        |
| Italija                | 2        |
| Novi Zeland            | 5        |
| Švedska                | 5        |
| Švicarska              | 7        |
| Ujedinjeno Kraljevstvo | 2        |
| US Billboard 200       | 3        |

| Država                 | Certifikacija |
| ---------------------- | ------------- |
| Argentina              | Zlatna        |
| Australija             | 2× Platinasta |
| Austrija               | Zlatna        |
| Brazil                 | Platinasta    |
| Europa                 | 2× Platinasta |
| Francuska              | 2× Zlatna     |
| Kanada                 | 2× Platinasta |
| Njemačka               | Platinasta    |
| Španjolska             | Platinasta    |
| Švicarska              | Zlatna        |
| Ujedinjeno Kraljevstvo | Platinasta    |
| Sjedinjene Države      | 3× Platinasta |

### Singlovi
| 1994                                              | "Secret"        | 3  | 1 | 5  | 11 | 1  | 2  | 29 | 3  | 1  | 5  | align="left" - US: Zlatna |
| 1994                                              | "Take a Bow"    | 1  | — | 15 | 22 | 1  | 25 | 18 | 2  | 8  | 16 | align="left" - US: Zlatna |
| 1995                                              | "Bedtime Story" | 42 | 1 | 5  | —  | 46 | —  | —  | 8  | —  | 4  | —                         |
| 1995                                              | "Human Nature"  | 46 | 2 | 17 | —  | 64 | —  | 50 | 10 | 17 | 8  | —                         |
| "—" nije izdana ili se nije pojavila na ljestvici |                 |    |   |    |    |    |    |    |    |    |    |                           |